# 小野川喜三郎
小野川喜三郎（日语：／ Onogawa Kisaburō，1758年〈寶曆8年〉—1806年4月30日〈文化3年3月12日〉），本名川村喜三郎，日本江戶時代近江国京町（現滋賀縣大津市）出身的原大相撲力士和第5代横綱。

## 來歷
他最初是藤島部屋小野川親方的養子，在1776年（安永5年）大坂相撲初次踏上土俵比賽，於1781年3月被提升至幕內級別。他於1782年2月擊敗了谷風梶之助，他的勝利使江戶的人們感到驚訝，因他中止了谷風梶之助連勝63次的紀錄。1789年（寛政元年）被正式授予横綱頭銜(事實上、現在的横綱制度由此開始），1797年（寛政9年）引退。
小野川於1806年（文化3年）去世，他的橫綱頭銜保持了約22年間。
他只有1.76米（5英尺9寸半）身高，但他有一個迅速的身體和技術，幫助他克服了這個弱點。